# Cercidia prominens
Cercidia prominens es una especie de arañas araneomorfas de la familia Araneidae.

## Localización
Esta especie se distribuye en la zona Holártica.